# شخصية الملكة إليزابيث الثانية وصورتها

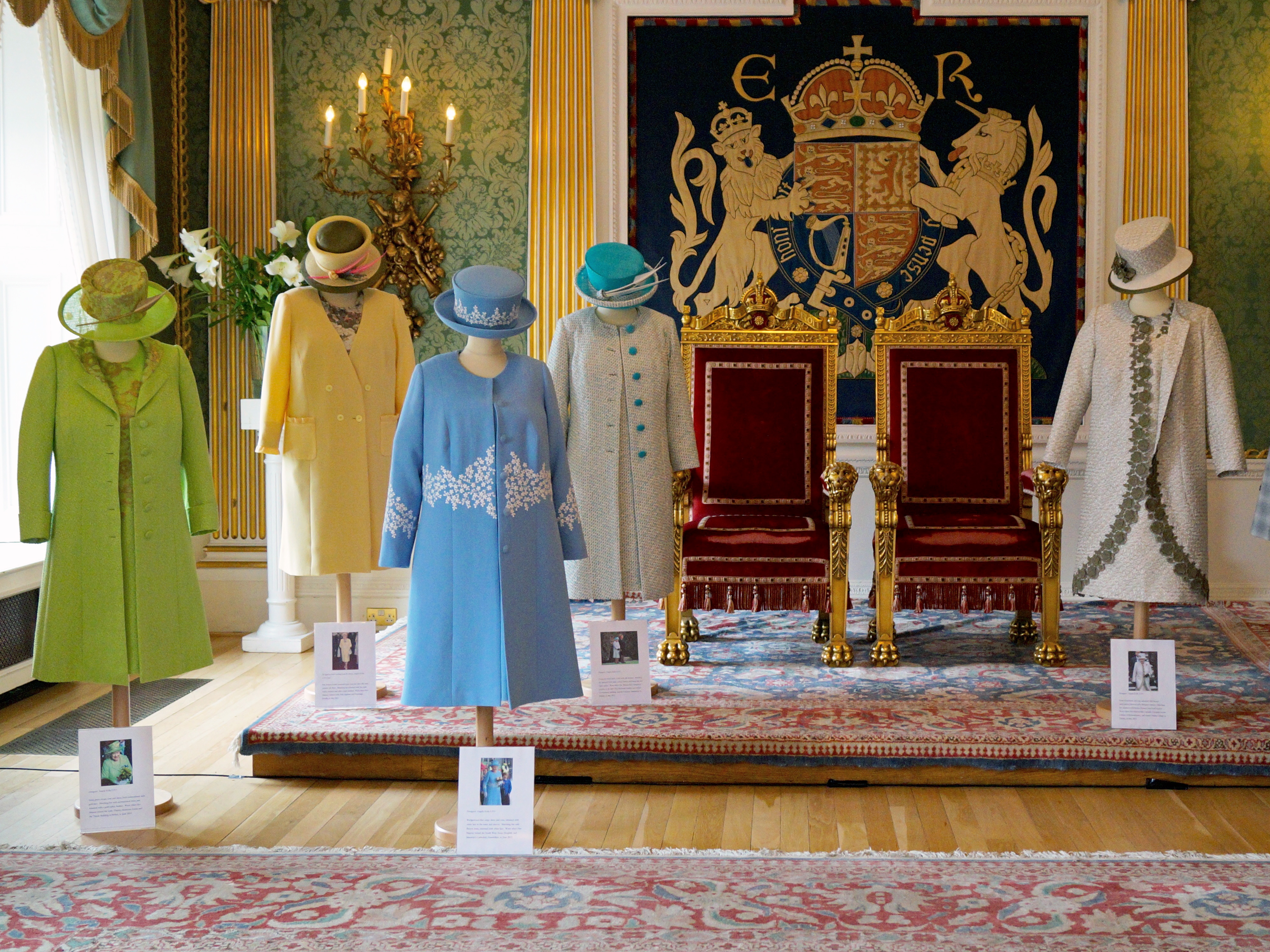
عدد من أزياء الملكة إليزابيث معروضة في قلعة هيلزبرة عام 2013

لطالما حصلت الصورة التي تطل بها الملكة إليزابيث الثانية على الإعجاب طوال الأعوام السابقة. تشتهر الملكة -التي تعتمد ارتداء ملابس محافظة- بالمعاطف ذات اللون الواحد والقبعات المشابهة في اللون، ما يجعل تمييزها ضمن حشد من البشر أمرًا سهلًا. تحضر العديد من النشاطات الثقافية كجزء من دورها كشخصية عامة. تشمل نشاطاتها الترفيهية الأساسية تربية خيول السباق والتصوير وتربية الكلاب، خصوصًا كلاب كورغي من سلالة بيمبروك الويلزية المفضلة لديها. تعتبر وجهات نظرها حول القضايا السياسية وبقية الأمور غامضة إلى حد بعيد وقيد النقاش. لم تجر الملكة أي لقاء صحفي في حياتها، وبالتالي فهي ليست مشهورة أبدًا بمناقشة آرائها الشخصية على الملأ.

## الشخصية
يعود الكثير من المعلومات المعروفة عن شخصية الملكة إليزابيث الثانية ووجهات نظرها إلى تراكم وجهات النظر والانطباعات الشخصية للأشخاص الذين قابلوها في السابق. أثنى السياسي الكندي مايكل إغناتييف عام 2010 بعد لقاء خاص مع الملكة على «حسها العبثي الرائع» وذكر كلًا من «حس الدعابة، وذلك الحس العبثي، وذلك الحس الكوميدي الذي لم تتغلب عليه 60 سنة من الحياة العامة المضنية».
بعد قضاء عطلة نهاية الأسبوع في قلعة بالمورال في ضيافة الملكة، ذكرت الحاكمة العامة الكندية ميكائيل جان مقابلة حياة منزلية مريحة غير متكلفة: إليزابيث تحضر وجبة طعام مع العائلة -والتي تشمل صلصة السلطة الخاصة بالملكة- وتغسل الأطباق بعد ذلك. علقت السيدة باميلا هيكس، نسيبة الأمير فيليب دوق إدنبرة على شخصية الملكة بوصفها «متفردة». تعود والدة هيكس بذاكرتها إلى زمن وفاة الملك جورج السادس. كانت إليزابيث في كينيا مع زوجها عندما علمت بالخبر، وتذكر أن إليزابيث قالت حينها «أنا متأسفة جدًا، ولكن علينا العودة إلى إنجلترا».

## الصورة العامة

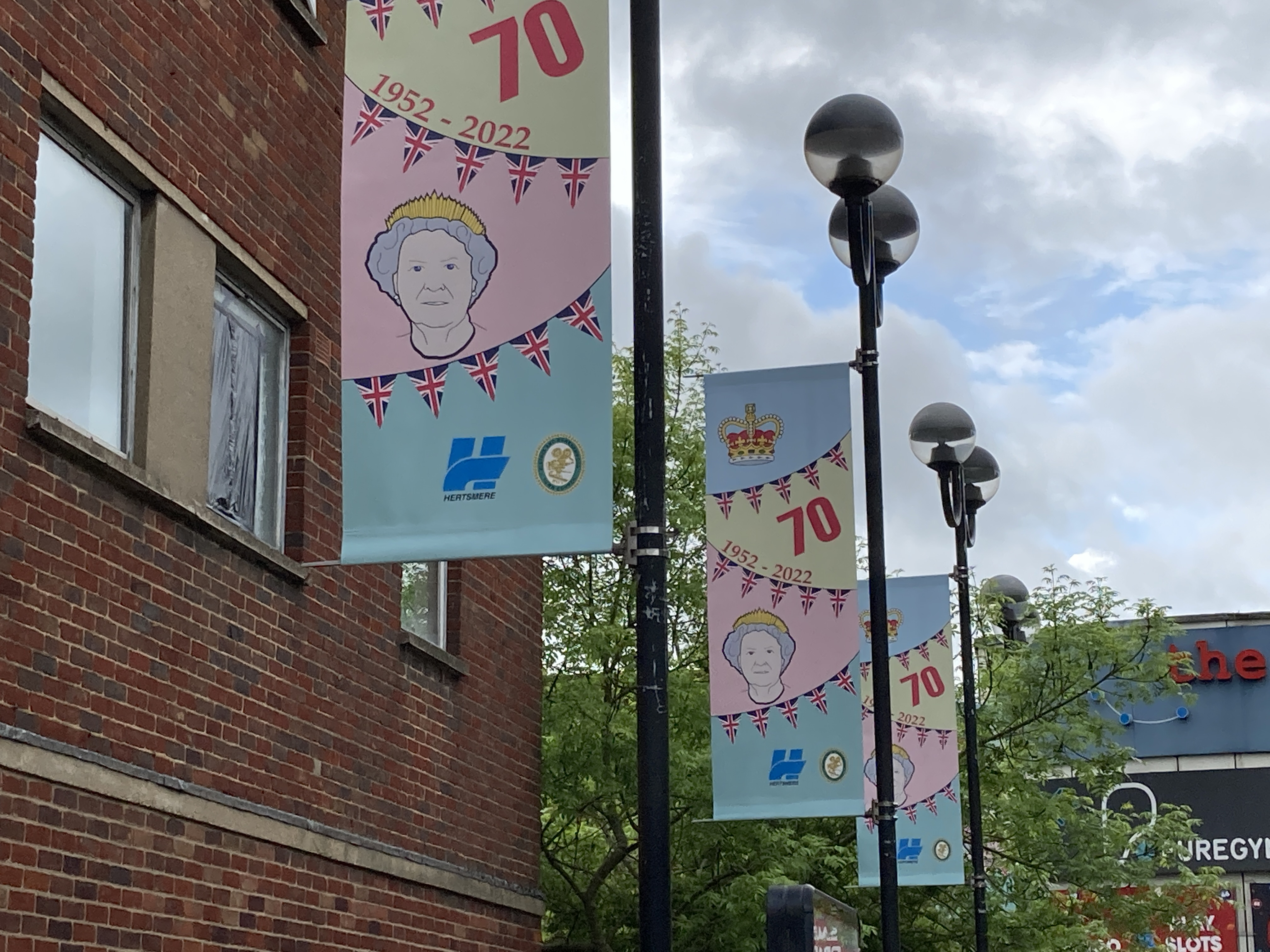
لافتات اليوبيل ألبلاتيني للملكة إليزابيث الثانية

أظهرت استطلاعات الرأي بشكل متكرر آراء إيجابية ممتازة بالملكة، بالتزامن مع اليوبيل الألماسي لها، امتلكت الملكة نسبة قبول تصل إلى 90% من سكان المملكة المتحدة عام 2012. وفقًا لاستطلاع يوغوف في يناير عام 2014، كانت الملكة أكثر الأشخاص تقديرًا في المملكة المتحدة بنسبة 18.74% من المصوتين الذين اعتبروها أكثر الأشخاص جدارة بالاحترام في المملكة، وهي النسبة الأعلى من بين جميع المرشحين. أما على المستوى الدولي، فقد حلت في المرتبة السابعة عشرة عالميًا.
في عام 2002، صنفت الملكة في المركز الرابع والعشرين ضمن استطلاع لأعظم مئة بريطاني في التاريخ. في عام 1997، صورت الصحافة الصفراء الملكة إليزابيث الثانية وعددًا من أفراد العائلة الملكية كأشخاص باردين عديمي الإحساس عندما لم يشاركوا في الحداد العلني الجماعي على موت ديانا أميرة ويلز. لم تسر الملكة في الجنازة، واختارت الانحناء لنعش ديانا عند مروره بقصر بكنغهام، إضافة إلى تسجيل مصور بثه التلفزيون وجهت الملكة من خلاله التحية لروح الأميرة الراحلة.
أصبحت الصورة العامة للملكة إليزابيث أكثر ليونة بكثير في الأعوام الأخيرة، على الرغم من بقائها ملتزمة في الأماكن العامة، شوهدت الملكة تضحك وتبتسم علنًا أكثر من الأعوام السابقة بكثير، كما ذرفت الدموع خلال مناسبات عاطفية مثل يوم الشهداء البريطاني. وصف الفنان البريطاني هنري وورد لوحة الملكة إليزابيث الثانية التي رسمها عام 2016 بأنها تصور «ملكة الدفء، والتحفظ أيضًا».

## الشخصية في الشؤون الدبلوماسية

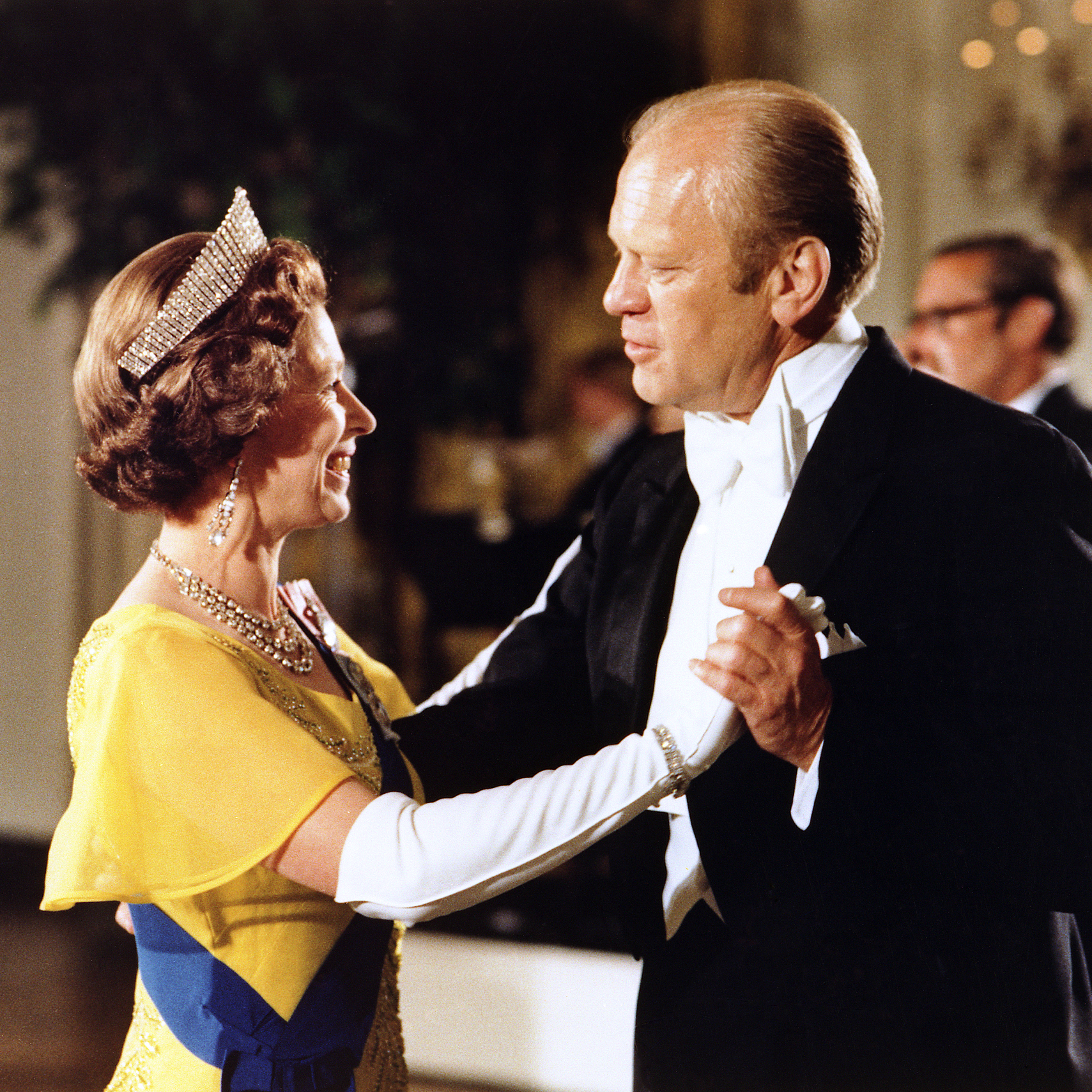
رئيس الولايات المتحدة جيرالد فورد يرقص مع الملكة إليزابيث خلال العشاء الرسمي الذي أقيم على شرف الملكة والأمير فيليب في البيت الأبيض بتاريخ السابع عشر من يوليو عام 1976

بالنسبة إلى أمور الدبلوماسية، تعرف إليزابيث بشخصيتها الرسمية إلى حد بعيد، والتزامها الصارم بالبروتوكول الملكي. على الرغم من تخفيف حدة بعض القواعد الرسمية للتعامل مع الملكة خلال فترة حكمها (مثل الانحناء لدى مقابلة الملكة والذي لم يعد مفروضًا، على الرغم من تأديته في معظم الأحيان)، تبقى الأشكال الأخرى من التواصل الجسدي المقرب، مثل اللمس، غير محبذة. كسر ستة أشخاص هذه القاعدة على الأقل، الأولى منهم امرأة اسمها أليس فرازير، والتي عانقتها عام 1991 عندما زارت الملكة مكان إقامتها ضمن مجمع سكني حكومي في العاصمة الأمريكية واشنطن (برفقة السيدة الأولى للولايات المتحدة باربرا بوش ووزير الإسكان جاك كمب).
الشخص الثاني هو رئيس الوزراء الأسترالي بول كيتنغ، والذي التُقطت له صورة وهو يضع يده حول الملكة عام 1992. الشخص الثالث هو الدراج الكندي لويس غارنو، والذي فعل الأمر ذاته بعد عشر سنوات عند التقاط صورة تذكارية مع الملكة في منزل ريدو هول (مقر الإقامة الرسمي للملكة في كندا). في عام 2009، بادرت الملكة بحركة ودية تجاه السيدة الأولى للولايات المتحدة الأمريكية ميشيل أوباما خلال استقبال رسمي حضرته مع الرئيس أوباما. وضعت الملكة يدها للحظات على ظهر السيدة الأولى التي ردت هذه الحركة بمثلها. وصف هذا الموقف في ذلك الوقت بغير المسبوق، ووصفته متحدثة باسم القصر لاحقًا بـ «بادرة عفوية ومشتركة لإظهار الود والتقدير بين الملكة وميشيل أوباما».
علق الصحفي هوغو فيكرز وغيره على استخدام الملكة لبعض الإشارات السرية مع طاقم العمل الخاص بها خلال المناسبات الرسمية. يقال إن تحريك خاتم الزواج بيدها يدل على أنها جاهزة لإنهاء الحديث أو المناسبة على الفور. علاوة على ذلك، يشير وضع الحقيبة على طاولة العشاء أنها ترغب بالذهاب خلال خمس دقائق، أما وضع الحقيبة على الأرض يعني أنها غير مستمتعة بالحديث، وترغب بحضور إحدى مساعداتها الشخصيات على الفور.